# Welsz Tamás
Welsz Tamás (másik, külföldön használt nevén: Tom Wallace Paar; Budapest, 1972. november 24. – Budapest, 2014. március 20.) vállalkozó. Magyar, uruguayi, bissau-guineai állampolgár.
Nevezetes 2013-ban lett, amikor megvásárolta a Sólyom Airwayst. Ekkor kiderült róla az is, hogy a panamai hatóságok csalás miatt körözést adtak ki korábban ellene, és az élettársa ellen is. 2014 elején a Simon Gábor elleni vizsgálatok kapcsán került reflektorfénybe. Ugyanez év márciusában öngyilkos lett.
2014 végén még mindig körözte az Interpol.